# Noble (motorfiets)
Noble is een historisch merk van motorfietsen.
De bedrijfsnaam was Noble Motor Co., London.
Noble was een Engels merk dat van 1901 tot 1910 motorfietsen produceerde met 2¼- tot 4 pk inbouwmotoren van De Dion, MMC, Minerva, Coronet en andere merken.